# کاغارتسی
کاغارتسی (به ارمنی: Կաղարծի) یک منطقهٔ مسکونی در جمهوری آرتساخ است که در استان مارتونی واقع شده‌است.